# Ostrołęcka Kolej Wąskotorowa

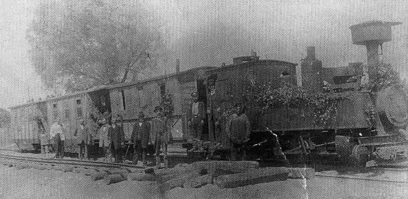
Lokomotywa na Ostrołęckiej Kolei Wąskotorowej w 1915/1916

Ostrołęcka Kolej Wąskotorowa (OKW) (nazywana również Ostrołęcką Koleją Dojazdową bądź potocznie kolejką kurpiowską, kolejką myszniecką czy też żartobliwie strzałą kurpiowską) – kolej wąskotorowa funkcjonująca od 1912 do 28 lutego 1973 o rozstawie torów 600 mm łącząca wiele miejscowości znajdujących się przy granicach dzisiejszych województw mazowieckiego, podlaskiego i warmińsko-mazurskiego (głównie na terenach Kurpii), w tym Myszyniec, Ostrołękę, Nowogród, Kolno czy Łomżę. W roku 1928 liczyła łącznie 140 km, będąc wtedy czwartą najdłuższą koleją wąskotorową w Polsce.

## Przyczyny budowy
W 1914 front niemiecko-rosyjski ustalił się wzdłuż rzek Netty, Biebrzy oraz Narwi. Tereny te jednakże były bagniste oraz w wielu miejscach pokryte lasami. To utrudniało w nich komunikację oraz przewożenie towarów niezbędnych dla wojsk pruskich, dlatego na tych terenach zrealizowano wtedy wiele inwestycji kolejowych, w tym kolej wąskotorową. Budowa kolei wąskotorowych jest bowiem mniej kosztowna oraz czas jej budowy jest stosunkowo krótki, a wdrożone w poprzednich latach masowe budowy parowozów w Prusach ułatwiały eksploatację kolei wąskotorowych . O kształcie sieci również decydował poziom zalesienia, gdyż wiele linii było budowanych celem przewozu drewna .

## Historia

### Początki OKW
W 1912 wybudowano kolej między Pupami (niem. Puppen, dzisiejszym Spychowem) a Rozogami (niem. Friedrichshof). 4 lipca 1915 ruszyła również budowa kolei wąskotorowej liczącej 75 km między Wielbarkiem (niem. Willenberg) a Ostrołęką, jednakże już 29 lipca 1915 zadecydowano o jej przebudowie na linię normalnotorową. Budowę kolei do Grabowa nad Narwią koło Ostrołęki przez Myszyniec rozpoczęto 28 marca 1915. Linia ta liczyła 52 km. Pierwszym dniem ruchu kolejowego między Rozogami a Grabowem był 4 maja 1915. W kolejnych miesiącach kolej rozbudowano o odgałęzienia od Myszyńca przez Dęby do Kolna (42 km) oraz z Dębów do Morgowników nad Narwią (36 km). Dzięki temu w ciągu 3 miesięcy długość sieci wzrosła o 130 km. Ponadto, OKW zyskiwała wówczas nowe bocznice do okolicznych lasów, celem pozyskiwania z nich drewna. Ruch pasażerski na kolei rozpoczął się z dniem 1 sierpnia 1918. Kolej posiadała wówczas swój własny Zarząd Terenowy z siedzibą w Grabowie.

### Podział na dwie koleje
Po odzyskaniu przez Polskę niepodległości w 1918 granica polsko-niemiecka została ustalona między Rozogami a Dąbrowami, w wyniku czego OKW podzielono na część polską liczącą 123 km oraz niemiecką liczącą 15,7 km. Odcinek od Myszyńca do granicy stracił wówczas swoje znaczenie, dlatego został rozebrany.

#### Część polska
W 1921 część polska kolei została przejęta przez Ministerstwo Kolei Żelaznych i przekazana Warszawskiej Dyrekcji Kolei Państwowych , która kontynuowała rozbudowę sieci. Jeszcze w 1921 zbudowano odcinek między Nowogrodem a Łomżą i z dniem 10 października została ona uruchomiona do użytku publicznego. W 1929 wybudowano tu stylowy budynek piętrowy, który (stan na luty 2015) zachował się do dziś . Wówczas długość linii po polskiej stronie stała się większa niż przed 1918 i wynosiła 142 km. Z powodu wysokich cen biletów kolejka nie cieszyła się popularnością pasażerów i była wykorzystywana głównie do przewozu towarów, przez co w 1924 podczas kryzysu gospodarczego ruch na OKW był znikomy. Praktykowano również przewozy towarowo-osobowe, w których jeden pociąg wiózł ludzi i towar, jednakże miały one negatywny wpływ na pasażerów kolei .
W latach 30. rozpoczęto analizy dot. militarnego znaczenia kolei w przypadku konfliktu zbrojnego. W ich wyniku w 1938 na żądanie Ministra Spraw Wojskowych wybudowano fragment w Grabowie stykający się z koleją normalnotorową niedaleko stacji Ostrołęka Osobowa. Ten fragment jednak nie był nigdy użyty i został w 1940 rozebrany.

#### Część niemiecka (Ortelsburger Kleinbahn)
Na początku planowano likwidację fragmentu kolei na terenie Niemiec, gdyż po zakończeniu I wojny światowej i jej rozdzieleniu wydawała się ona zbędna. Przeciwstawiła się temu okoliczna ludność i w wyniku petycji 7 czerwca 1920 kolej przekazano Wschodniopruskim Kolejom Lokalnym (niem. Ostpreussische Kleinbahnen AG) w Królewcu (niem. Königsberg) oraz nadano jej oficjalną nazwę Ortelsburger Kleinbahn (pol. szczycińska kolej lokalna). Skrócono jednak linię kolejową Pupy – Rozogi o fragment znajdujący się zbyt blisko polskiej granicy. Otwarcie ruchu miało miejsce 16 czerwca tego samego roku. W pierwszych latach po otwarciu kolej przewoziła 11,5 tys. pasażerów oraz liczne towary, m.in. drewno, węgiel, zboża, a także zwykłe przedmioty. Jednakże jako iż znaczna część trasy znajdowała się na terenach leśnych, kolej była bardzo otwarta na czynniki zewnętrzne. Dochodziło przez to do częstych opóźnień spowodowanych m.in. śniegiem bądź przewracaniem się drzew. Oznaczało to niepunktualność pociągów oraz niezgodność ich przyjazdów z rozkładami. Zniechęcało to pasażerów do przejazdów koleją, dlatego wraz z aktywacją komunikacji autobusowej między Szczytnem a Klonem 2 czerwca 1930 połączenie kolejowe straciło na znaczeniu i między 1927 a 1938 liczba pasażerów zmalała 10-krotnie. W wyniku tego kolej chciano zlikwidować jako nierentowną, jednakże nie wydarzyło się to przed II wojną światową.

### Wpływ II wojny światowej na kolej
Pomimo przejęcia przez Wehrmacht, kolej nie doznała znaczących zniszczeń, jednakże zostały uszkodzone mosty nad Pisą oraz nad Narwią. Nowa granica ustalona w pakcie Ribbentrop-Mołotow była wyznaczona wzdłuż tych rzek, zarazem mostów podczas II wojny światowej nie odbudowano. Zamiast tego podjęto się ufortyfikowania granicy, co również wiązało się z rozbudową sieci wąskotorówek . Zadecydowano się wówczas na odtworzenie 12-kilometrowego odcinka między Rozogami a Myszyńcem i z dniem 1 czerwca 1940 kolej została włączona w struktury Deutsche Reichsbahn Zarząd zaczął wówczas podlegać pod Deutsche Reichsbahn-Direktion w Królewcu i został przeniesiony do Myszyńca. Reaktywowano wtedy też linie: Pupy – Myszyniec – Grabowo, Myszyniec – Dęby – Turośl oraz Myszyniec – Morgowniki. Zbudowano również nowe fragmenty w okolicach Zbójnej, Turośli i Wincenty. Podobnych kroków podjęto się po stronie rosyjskiej, gdzie wybudowano fragmenty w okolicach Czyżewa i Nowogrodu. Nowe trasy jednak straciły swoje znaczenie w 1941 i zostały niedługo potem rozebrane . 21 czerwca 1941 dwa parowozy i cztery wagony osobowe przetransportowano do Łomży, przez co stał się możliwy ruch wahadłowy na trasie Łomża – Nowogród, a przepływ przez rzekę umożliwiał prom. W 1942 rozpoczęła się budowa mostu na tej trasie, jednakże nie została ona dokończona przed zakończeniem wojny. Wybudowano natomiast most na Pisą, co umożliwiło 7 marca 1943 na przywrócenie kursów na linii Myszyniec – Kolno. W 1944 front zatrzymał się w okolicach Nowogrodu, co skutkowało znaczącymi zniszczeniami na linii kolejowej od strony Łomży, jak i Zbójnej . W październiku tego samego roku doszło do wkroczenia wojska 3. Frontu Białoruskiego do Prus Wschodnich, przez co między październikiem a grudniem wywieziono oraz w znacznym stopniu spalono tabor kolejki. Zaskutkowało to wyłączeniem całej linii z eksploatacji w styczniu 1945.

### Lata powojenne
Przywrócenie ruchu miało miejsce już w lutym 1945 roku. Uruchomiono wówczas jedynie linię Myszyniec – Pupy, reszta trasy wymagała odbudowy ze względu na zniszczenia spowodowane przejściem frontu. Kolej zaczęła być wówczas obsługiwana przez Wydział Kolei Wąskotorowych DOKP w Olsztynie. Kolej jednak przeszła szybką naprawę, przez co już w marcu ruszył pociąg na linii Myszyniec – Grabowo, a w kwietniu na linii Dęby – Morgowniki. Odbudowano ponadto linię do Kolna. Dzięki temu już w 1946 kolejka miała 130 km eksploatowanych torów, a w 1947 – 145 km. Stała się ona wówczas również jedną z tylko 3 kolei o rozstawie 600 mm, która liczyła więcej niż 100 km długości. W 1948 chciano połączyć kolej ostrołęcką z Mławską Koleją Dojazdową. W tym celu dobudowywano nowe linie kolejowe umożliwiające ich połączenie. Plan ten jednak został porzucony około momentu, w którym koleje były oddzielone od siebie 22 km. W 1949 Zarząd Terenowy Kolei przeniósł swoją siedzibę z Myszyńca do Grabowa. W 1952 dzięki budowie nowego mostu nad Narwią, reaktywowano ruch na linii Nowogród – Łomża. Jako następstwo tych wydarzeń chciano wybudować linie kolejowe Łomża – Wizna oraz Łomża – Kolno, jednakże do ich budowy nigdy nie doszło . W 1957 miała miejsce reorganizacja struktury PKP, w wyniku której zlikwidowano Zarząd Terenowy i zastąpiono go Zarządem Kolei Dojazdowych oraz zmieniono nazwę kolei na Ostrołęcką Kolej Dojazdową.

### Upadek OKW
W 1950 uruchomiono Państwową Komunikację Samochodową, która stała się bezpośrednią konkurencją dla wielu kolei wąskotorowych, przez co koleje dotknęło znaczące zmniejszenie liczby pasażerów i były zmuszone do likwidacji linii deficytowych. Ponadto kolej posiadała bardzo niską prędkość handlową pociągów wynoszącą jedynie 12-13km/h, a nawet śladowe remonty szyn zostały wstrzymane. Jako jedna z pierwszych zlikwidowanych w tych latach linii była linia Pupy – Myszyniec Ostrołęckiej Kolei Wąskotorowej, na której ruch osobowy zawieszono w 1960 oraz którą całkowicie zamknięto w 1961. Ponadto w 1962 rozwiązano DOKP w Olsztynie, a kolej przeszła pod Zarząd Kolei Dojazdowych Centralnej DOKP w Warszawie. Likwidacja linii Dąbrowy – Pupy nastąpiła już w 1962, a 14 czerwca 1972 ogłoszono likwidację ruchu osobowego na całej sieci. Przyczyną był zły stan techniczny, zagrażający bezpieczeństwu pasażerów. Zmiana ta weszła w życie wraz z dniem 1 lipca 1972. Ostatecznie, 28 lutego 1973 był ostatnim dniem funkcjonowania przewozów towarowych na linii. W następnych latach kolej została rozebrana.

## Upamiętnienie
21 września 2014 miał miejsce wernisaż wystawy „Pociąg do Kurpi. Ostrołęcka Kolej Wąskotorowa” w Muzeum Kultury Kurpiowskiej w Ostrołęce zorganizowany z pomocą Fundacji Polskich Kolei Wąskotorowych, której celem było prezentowanie zabytków technicznych oraz zdjęć z okresu funkcjonowania OKW. Na wystawie można oprócz zdjęć i opisów historii OKW było zobaczyć m.in. atrapę torów i kolejarza, narzędzia obsługi torów bądź też dokumenty prywatne, takie jak protokoły i prawa jazdy maszynistów. Wystawa była czynna do 6 listopada 2014.